# Graysville (Alabama)
Graysville é uma cidade localizada no estado americano do Alabama, no Condado de Jefferson.

## Demografia
Segundo o censo americano de 2000, a sua população era de 2344 habitantes.
Em 2006, foi estimada uma população de 2422, um aumento de 78 (3.3%).

## Geografia
De acordo com o United States Census Bureau tem uma área de 16,3 km², sem área coberta por água.

## Localidades na vizinhança
O diagrama seguinte representa as localidades num raio de 16 km ao redor de Graysville.